# Live & Murderous in Chicago
Live & Murderous In Chicago — концертный DVD калифорнийской рок-группы Papa Roach, вышедший в 2005 году.
Live & Murderous In Chicago снят в Vic Theater в городе Чикаго в 2005 году. Помимо концерта на DVD собраны все официальные клипы группы, снятые к тому времени, а также эксклюзивные фотоматериалы.

## Список композиций
1. Introduction
2. Dead Cell
3. Not Listening
4. She Loves Me Not
5. M-80 (Explosive Energy Movement)
6. Getting Away with Murder
7. Be Free
8. Life Is a Bullet
9. Blood (Empty Promises)
10. Done with You
11. Harder Than a Coffin Nail
12. Blood Brothers
13. Born with Nothing, Die with Everything
14. Hit Me — Hip Hop Version
15. Take Me
16. Scars
17. Broken Home
18. Cocaine
19. Last Resort
20. Between Angels & Insects
21. End Credits